# Виконати будь-яку правду
«Виконати будь-яку правду» — радянський художній фільм 1987 року, знятий режисером Олександром Муратовим на Кіностудії ім. О. Довженка.

## Сюжет
За повістю Ю. Тихонова «Слідством встановлено». Слідчий прокуратури Вершинін веде дві справи — вбивство запеклого мерзотника і спекулянта, а також пошук автора анонімних доносів на директора заводу Кулешова, який протистоїть тим, хто кричить про перебудову, але при цьому захищає власну вигоду.

## У ролях
- Володимир Князєв — В'ячеслав Володимирович Вершинін, слідчий обласної прокуратури, молодший радник юстиції
- Еммануїл Віторган — Ігор Арсентійович Кулешов, директор заводу сільгоспмашин
- Тетяна Кричевська — Кулешова, дружина Ігоря Арсентійовича
- Тетяна Кондирєва — Олена Миколаївна Єфремова, робітниця заводу сільгоспмашин
- Вадим Лобанов — Микола Миколайович Аверченко, прокурор
- Анатолій Вєдьонкін — Лубенко, секретар парткому заводу сільгоспмашин
- В'ячеслав Воронін — Володимир Кузьмич Колчин, виконувач обов'язків директора заводу сільгоспмашин
- Ніна Антонова — Зінаїда Дмитрівна Зиміна, робітниця відділу кадрів заводу сільгоспмашин
- Анатолій Соколовський — Костянтин Сергійович Охочий, працівник заводу сільгоспмашин
- Володимир Толубєєв — Олег Петрович Мартьянов, генеральний директор об'єднання
- Микола Шутько — Комлєв, начальник відділу кадрів об'єднання
- Микола Гудзь — Михайло Матвійович Раков, головний інженер об'єднання
- Олександр Пархоменко — Дмитро Васильович Гончаренко, капітан міліції
- Анатолій Лук'яненко — Олександр Пантелєєв, лейтенант міліції
- Володимир Волков — Павло Сергійович Чеботарьов, свідок у справі про вбивство
- О. Олексенко — Нінка
- А. Горбунов — Олег Гагулін
- Я. Євтушенко — Вадим Субботін
- Євген Пашин — Володимир Сергійович Потьомкін, на прізвисько «Джентльмен»
- С. Александрова — епізод
- Ольга Анохіна — епізод
- Борис Болдиревський — епізод
- Анатолій Матешко — працівник прокуратури
- Олена Коваленко — епізод
- Світлана Кондратова — мати Вітьки
- Микола Палій — дядько Вася
- Наталія Панчик — епізод
- Альберт Пєчніков — працівник прокуратури
- Юрій Рудченко — Сайкін, журналіст
- Емілія Сердюк — епізод
- Леонід Яновський — Іван Дмитрович, журналіст

## Знімальна група
- Режисер — Олександр Муратов
- Сценаристи — Анатолій Степанов, Юрій Тихонов
- Оператор — Олександр Чорний
- Композитор — В'ячеслав Назаров
- Художник — Оксана Тимонішина